# ایالت‌های میانه ساحل اقیانوس اطلس
ایالت‌های ساحلی اقیانوس اطلس آمریکا (به انگلیسی: US Mid-Atlantic states) منطقه‌ای در آمریکا است که بین نیو انگلند و جنوب ایالات متحده واقع شده‌است. تعریف دقیق آن بسته به منبع متفاوت است ولی این منطقه اغلب شامل ایالات نیویورک، نیوجرسی، پنسیلوانیا، دلاور، مریلند، واشینگتن، دی.سی. ویرجینیا و ویرجینیای غربی می‌شود. هنگام بحث بر سر اقلیم، کنتیکت (مخصوصاً جنوب آن) اغلب شامل این ایالات در نظر گرفته می‌شود. ایالات میانه اطلس در توسعهٔ فرهنگ، بازرگانی، تجارت و صنعت آمریکا نقش مهمی داشته‌اند.
اگر نیوانگلند مرکز دانشمندان و تهیه‌کننده سرمایه برای هزینه‌های شکوفایی آمریکا در دوران انقلاب صنعتی بود، ایالات کنار اقیانوس اطلس مرکز صنایع سنگین و کارگری بودند. بزرگ‌ترین ایالات این ناحیه، نیویورک و پنسیلوانیا، تبدیل به مراکز کارخانه‌های صنایع سنگین مانند آهن، شیشه و فولاد شدند.
مهاجران این منطقه از تنوع و گستردگی بیشتری نسبت به مهاجران نیوانگلند برخوردار بودند. مهاجران هلندی در مناطق پایین دست رودخانه هودسن – مکانی که امروزه به نام نیویورک می‌شناسیم –مستقر شدند. سوئدی‌ها به ایالت دلاور رفتند و کاتولیکهای انگلیسی، مریلند را بنیان گذاشتند. یک عده از پروتستانهای انگلیسی به نام فرقه کوئیکرها نیز، در پنسیلوانیا مستقر شدند. در آن زمان کلیه این مناطق تحت حکومت انگلستان بود، اما بسیاری از مهاجران از نقاط گوناگون به این ایالت‌ها می‌آمدند و با مهاجرت تعداد زیادی آلمانی به این مناطق، یک جامعه آلمانی نیز در آن جا به وجود آمد.

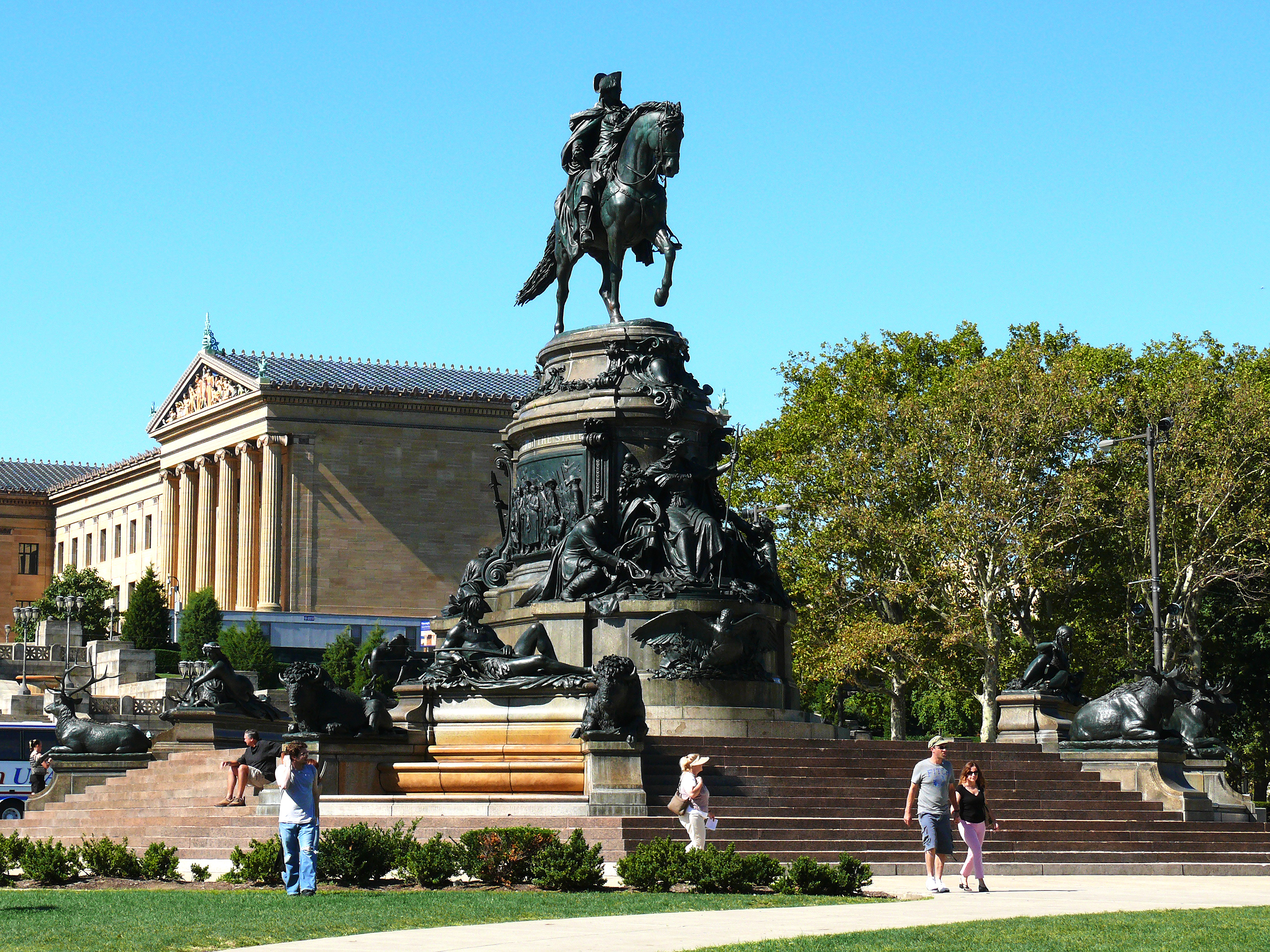
از میادین عمومی شهر فیلادلفیا

مهاجران اولیه این ایالات، عموماً کشاورز یا تاجر بودند و این منطقه حکم یک پل ارتباطی بین شمال و جنوب آمریکا را داشت. فیلادلفیا که بین نیوانگلند و ایالات جنوبی قرار دارد، مرکز تشکیل کنگره قاره‌ای آمریکا بود؛ مجمع نمایندگان ۱۳ایالت آمریکا که جرقه استقلال آمریکا را زدند. هم چنین اعلامیه استقلال ایالات متحده آمریکا در سال ۱۷۷۶ و قانون اساسی ایالات متحده آمریکا در سال ۱۷۸۷ نیز در شهر فیلادلفیا شکل گرفتند. نیویورک و فیلادلفیا، ۲ پایتخت اولیه آمریکا بودند.
ایالات ساحلی اقیانوس اطلس دارای اهمیت تاریخی و سیاسی بسیار زیادی می‌باشند. مدرسه نظامی وست پوینت در نیویورک و مؤسسه آموزشی علوم دریایی در آناپولیس مریلند، نشان دهنده اهمیت این ایالات می‌باشند. هم چنین جزیره الیس در نیویورک، برای هزاران مهاجر در اوایل قرن بیستم، دروازه ورود به آمریکا شناخته می‌شد.
با گسترش سریع و روزافزون صنایع در این ایالات، رودخانه‌ها – مانند رودهای هادسن و دلاور– تبدیل به مسیرهایی استراتژیک برای حمل و نقل دریایی شدند. به همین جهت شهرهای کنار رودخانه‌ها – نیویورک کنار رودخانه هودسن، فیلادلفیا کنار رودخانه دلاور و بالتیمور در کنار خلیج چساپیک – به‌طور شگفت‌آوری رشد کردند. امروزه نیویورک هنوز هم به عنوان بزرگ‌ترین شهر آمریکا و مرکز فعالیت‌های فرهنگی و قطب اقتصادی کشور شناخته می‌شود.
از آثار فرهنگی و هنری معروف نیویورک می‌توان به اپرای متروپولیتن، اپرای نیویورک سیتی، باله نیویورک سیتی، موزه متروپولیتن نیویورک و موزه گوگنهایم نیویورک اشاره کرد. شماری از نویسندگان و هنرمندان معروف این مناطق هم عبارت‌اند از: ادگار آلن پو، شاعر و نویسنده داستان‌های کوتاه، والت ویتمن، شاعر، آرتور میلر، نمایشنامه‌نویس و نویسندگان معاصر جان آپدایک و فیلیپ راث.
ایالات ساحلی اقیانوس اطلس نیز مانند نیو اینگلند، شاهد انتقال بسیاری از صنایع و کارخانه‌های تولیدی خود به دیگر مناطق با هزینه‌های تولید کم‌تر بوده‌اند. اکنون اقتصاد این ناحیه بیشتر بر پایه صنایع داروسازی، صنایع ارتباطی و امور خدماتی می‌باشد.